# 李祖勲
李 祖勲（り そくん、生没年不詳）は、北斉の外戚。文宣帝の皇后李祖娥の兄弟にあたる。本貫は趙郡柏人県。

## 経歴
上党郡太守の李希宗の子として生まれた。北斉が建国されると、秘書丞に任じられた。娘の李難勝が済南王高殷（李祖娥の子）の妃となったため、祖勲は侍中の位を受け、丹陽郡王に封じられた。まもなく公に降封された。高殷が即位すると、祖勲は趙州刺史となった。高殷が廃位されると、祖勲は召還されて金紫光禄大夫の位を受けた。太寧年間、李祖娥が武成帝の寵愛を受けると、斉州刺史に任じられた。賄賂を受けた罪で免官された。光州刺史として再起した。祖勲は性格が貪欲で傲慢であり、妻の崔氏とともに政治に干渉したため、当時の士人に憎まれた。女侍中陸媼の母の元氏が祖勲の妻の伯母であり、彼女らにへつらって祖勲は西兗州刺史・殿中尚書となった。死去すると、尚書右僕射の位を追贈された。武平年間に李君璧らが王となると、祖勲にも王爵を追復された。

## 伝記資料
- 『北斉書』巻48 列伝第40
- 『北史』巻33 列伝第21